# Long Ridge (Heard)
Long Ridge (englisch für Langer Grat) ist ein hoher, 2,5 km langer und teilweise eisfreier Gebirgskamm auf der Insel Heard im südlichen Indischen Ozean. Er ragt 1,5 km südöstlich des Campbell Peak auf und erstreckt sich östlich des Big Ben.
Teilnehmer der Australian National Antarctic Research Expeditions nahmen 1948 Vermessungen und die deskriptive Benennung vor. 